# آن پلنت
آن ل. پلنت یک بیوشیمیست آمریکایی است. او عضو مؤسسه موسسه ملی استانداردها و فناوری است که پیش از این رئیس بخش زیست‌سیستم‌ها و بیومواد بود. پلنت به بررسی اندازه‌گیری‌ها و مدل‌های جمعیت‌های سلولی می‌پردازد. او دریافت‌کننده مدال‌های مدال نقره وزارت بازرگانی ایالات متحده و مدال برنز وزارت بازرگانی ایالات متحده است. پلنت عضو مؤسسه آمریکایی مهندسی پزشکی و زیست‌شناسی و انجمن پیشبرد علم آمریکا است.

## تحصیلات
پلنت در سال ۱۹۷۶ با افتخار بورسیه دانشگاهی در رشته زیست‌شناسی و با گرایش‌های فرعی ریاضیات و شیمی از دانشگاه آریزونا فارغ‌التحصیل شد. در سال ۱۹۷۸، او کارشناسی ارشد خود را در رشته تغذیه انسانی از دانشگاه نبراسکا-لینکلن تحت نظر استاد کنستنس کیس دریافت کرد. پایان‌نامه او با عنوان اثر مکمل‌های مس و فیبر بر استفاده از مس در انسان‌ها بود. پلنت در سال ۱۹۸۳ دکترای خود را در رشته بیوشیمی از دانشکده پزشکی بیلر دریافت کرد. مشاور دکتری او لوئیس سی. اسمیت بود. پایان‌نامه او با عنوان انتقال فازی آبی هیدروکربن‌های آروماتیک پلی‌سیلیکلیک در غشای مدل و سلول‌ها بود.

## حرفه و تحقیق
از سال ۱۹۸۶ تا ۱۹۹۵، پلنت شیمی‌دان تحقیقاتی در موسسه ملی استانداردها و فناوری (NIST) بود که به عنوان رهبر پروژه گروه چندرشته‌ای بیوسنسورها فعالیت می‌کرد. در این مدت، او همچنین به عنوان دانشمند بازدیدی در مرکز هلمولتس برای تحقیقات عفونت حضور داشت. او از سال ۱۹۹۳ تا ۱۹۹۶ در کمیته مشاوره تحقیقاتی مدیر مؤسسه ملی فناوری و استانداردها عضویت داشت و برای دوره ۱۹۹۵ تا ۱۹۹۶ ریاست این کمیته را بر عهده داشت. پلنت از ۱۹۹۴ تا ۱۹۹۵ مشاور علمی مدیر آزمایشگاه علوم و فناوری شیمیایی مؤسسه ملی فناوری و استانداردها بود. از سال ۱۹۹۵ تا ۲۰۰۱، پلنت رهبر گروه مواد بیومولکولی بود و تحقیقات را با بودجه‌ای تقریبی ۲ میلیون دلار هماهنگ و هدایت می‌کرد. او به عنوان دانشمند بازدیدی در مؤسسه مکس پلانک مخصوص تحقیقات پلیمر فعالیت داشت. او از ۲۰۰۰ تا ۲۰۰۱ به عنوان محقق بازدیدی در دپارتمان زیست‌شناسی دانشگاه جان هاپکینز حضور داشت و تأثیر ماتریکس خارج‌سلولی بر شکل سلول و بیان ژن را با مایکل ادیدین تحقیق کرد. پلنت نماینده مؤسسه ملی فناوری و استانداردها در شورای ملی علم و فناوری از ۲۰۰۴ تا ۲۰۰۵ بود. او از ۲۰۰۱ تا ۲۰۱۲ رهبر گروه علوم سیستم‌های سلولی در بخش علوم بیوشیمی در مؤسسه ملی فناوری و استانداردها بود. از ۲۰۱۲ تا ۲۰۱۷، او رئیس بخش زیست‌سیستم‌ها و بیومواد در مؤسسه ملی فناوری و استانداردها بود که در آنجا به بررسی بهبود تضمین اندازه‌گیری‌ها برای سیستم‌های زیستی پیچیده می‌پرداخت. بخش او شامل حدود ۸۰ نفر پرسنل و همکاران با بودجه‌ای معادل ۱۶ میلیون دلار بود. تا تاریخ ۲۰۱۹, پلنت عضو مؤسسه ملی فناوری و استانداردها است که در آنجا به تحقیق در زمینه اندازه‌گیری‌ها و مدل‌های جمعیت‌های سلولی می‌پردازد.
شاخه تحقیقاتی پلنت به بررسی اندازه‌گیری‌های سلول‌های تک از میکروسکوپ سلول زنده و توسعه رویکردهای نظری می‌پردازد که به درک پیش‌بینی‌کننده سیستم‌های سلولی پیچیده منتهی می‌شود. در حال حاضر، پلنت به بررسی شبکه‌های مولکولی کوچک در سلول‌های بنیادی القایی پرتوان مهندسی شده با مدل ترمودینامیک آماری می‌پردازد. ناهمگنی فنوتیپ‌های سلولی در جمعیت‌های ایزوژنیک، پنجره‌ای به تنوع روش‌های عمل دستگاه سلولی برای پردازش اطلاعات می‌دهد. این تنوع در بیان بازتاب‌دهنده نوسانات استوکیستیکی است که در آن متغیرهای شبکه‌های مرتبط با یکدیگر تعامل دارند تا تنظیم بالا و پایین را انجام دهند. اهداف آزمایشگاه پلنت شامل اندازه‌گیری ثابت‌های سینتیکی این نوسانات و همبستگی‌های میان آنهاست تا مبنای ترمودینامیکی برای درک این که کدام اندازه‌گیری‌های سلولی برای کنترل یک فنوتیپ خاص مهم‌ترین هستند، فراهم شود. این کار به چالشی اساسی در ویژگی‌های درمان‌های مبتنی بر سلول می‌پردازد، یعنی اینکه باید چه چیزهایی اندازه‌گیری شوند که اطلاعات پیش‌بینی‌کننده‌ای دربارهٔ محصول سلولی فراهم کنند تا عملکرد مطلوب تضمین شود. انجام این مطالعه شامل تعداد زیادی از همکاران مؤسسه ملی فناوری و استانداردها است که به بررسی چالش‌ها در تصویربرداری کمی سریع و بدون مداخله، ویرایش ژنوم CRISPR-Cas در خطوط گزارشگر iPSC، تحلیل تصاویر از جمله استفاده از استنتاج CNN و مدل‌سازی نظری می‌پردازند.

## جوایز و افتخارات
در سال‌های ۱۹۹۱ و ۲۰۱۱، پلنت مدال برنز وزارت بازرگانی ایالات متحده را دریافت کرد. او در سال ۲۰۰۷ مدال نقره وزارت بازرگانی ایالات متحده را دریافت کرد. پلنت در سال ۲۰۱۳ به عنوان عضو مؤسسه آمریکایی مهندسی پزشکی و زیست‌شناسی انتخاب شد. او در سال ۲۰۱۶ به عضویت انجمن پیشبرد علم آمریکا درآمد.